# Joseph-Francis Sumégné

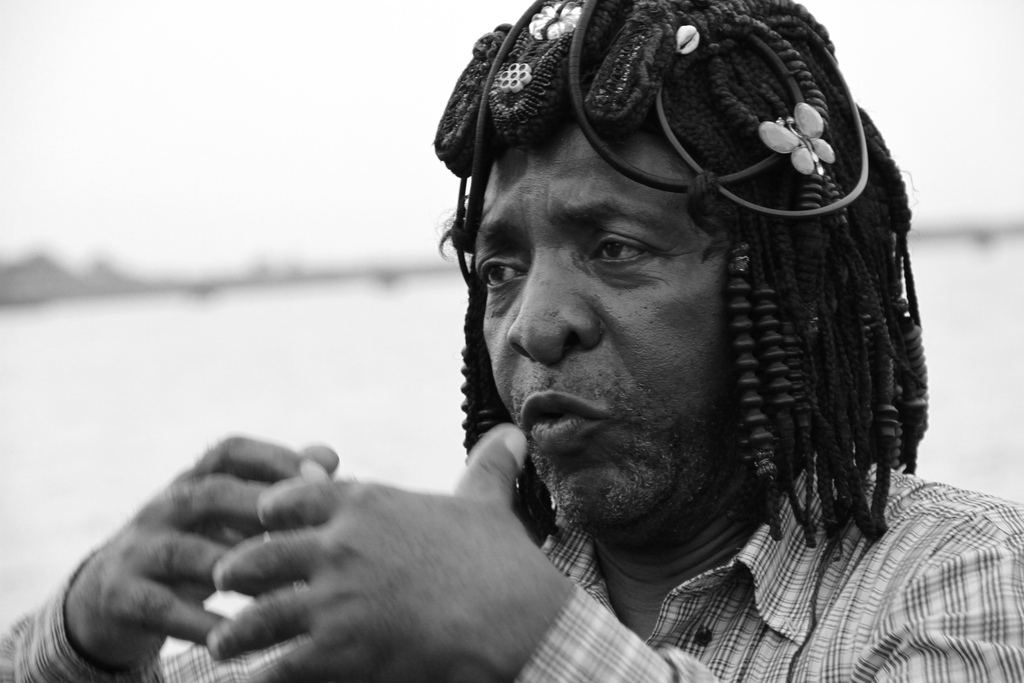
Joseph-Francis Sumégné (2010)

Joseph-Francis Sumégné (geboren am 30. Juli 1951 in Bamendjou, Französisch-Kamerun) ist ein kamerunischer Maler und Bildhauer. Er ist seit 1976 bildender Künstler (Maler und Bildhauer) und Autodidakt. Er lebt und arbeitet in Yaoundé, Kamerun.

## Biografie
Während seiner Kindheit im Dorf begann Joseph-Francis Sumégné, beeinflusst von den Tätowierungen auf dem Körper seiner Großmutter und den Gravuren auf den Säulen der Königshäuser Westkameruns, viel zu zeichnen. Anschließend erprobte er sich in verschiedenen Arten künstlerischer Tätigkeit (Bildhauerei, Malen, Schmuck, Korbflechten, Weben), deren Kombination sein zukünftiges Werk prägen sollte.
Doual'art ermöglichte ihm einen dreijährigen Aufenthalt von 1993 bis 1996 als Residenzkünstler in Douala, Kamerun. Während dieser Zeit schuf Sumegné »La Nouvelle Liberté«, eine monumentale, 12 Meter hohe Skulptur. Weiter wurde er eingeladen, in Gabun, in Frankreich und in Deutschland Kunstwerke unter freiem Himmel zu schaffen. Eine neueres Werk seiner Kunst im öffentlichen Raum ist Le monument pour la Paix (Das Denkmal für den Frieden) für die Biennale für zeitgenössische Kunst in Bangui, Zentralafrikanische Republik.
Joseph-Francis Sumégné hat in mehreren Ländern ausgestellt, darunter in Japan für die Osaka Triennale (1998) und in den Niederlanden für die Arnhem-Triennale (2008). Im Jahr 2004 nahm er an der Biennale von Dakar teil. In einer Einzelausstellung der offiziellen Auswahl präsentierte er »Les neuf notables« (Die neun Notablen) und hat sie damit zum ersten Mal einem internationalen Publikum zugänglich gemacht.
Eine große öffentliche Präsentation fand 2014 auf der ArtFair London, Vereinigtes Königreich, statt. 2015 wandte er sich wieder der Malerei zu.

## Werk
Das Werk von Joseph-Francis Sumégné zeichnet sich durch eine Verschmelzung verschiedener Disziplinen der bildenden und der angewandten Kunst aus (Skulptur, Farbgebung, Schmuck, Korbflechterei, Weberei). Seine Kunstwerke sind geprägt von Einflüssen der traditionellen Bildhauerei seiner Herkunftsregion. Die Kleinteiligkeit, beispielsweise bei der Verbindung gefundener Objekte mit einem Kupferdraht und bei der Ausstattung mit selbst kreierten Kleidungsstücken, steht im Kontrast zum Großformat und stellt den Künstler vor die Herausforderung, ein großes Volumen zu füllen.
Sumégné bringt seine Wünsche, Sorgen, Leidenschaften, Empörungen und Träume in den Skulpturen zum Ausdruck. Er sieht seine Kunst als eine Philosophie und eine Technik, die JALA'A-Technik, durch die ihm ein Prozess der Selbsttranszendenz möglich ist. Die von ihm behandelten Themen sind vielfältig: Masken und traditionelle Machtfiguren, Männer und Frauen in Bewegung (Tänzer, Schieber), Szenen aus seiner täglichen Umgebung …

## La Nouvelle Liberté

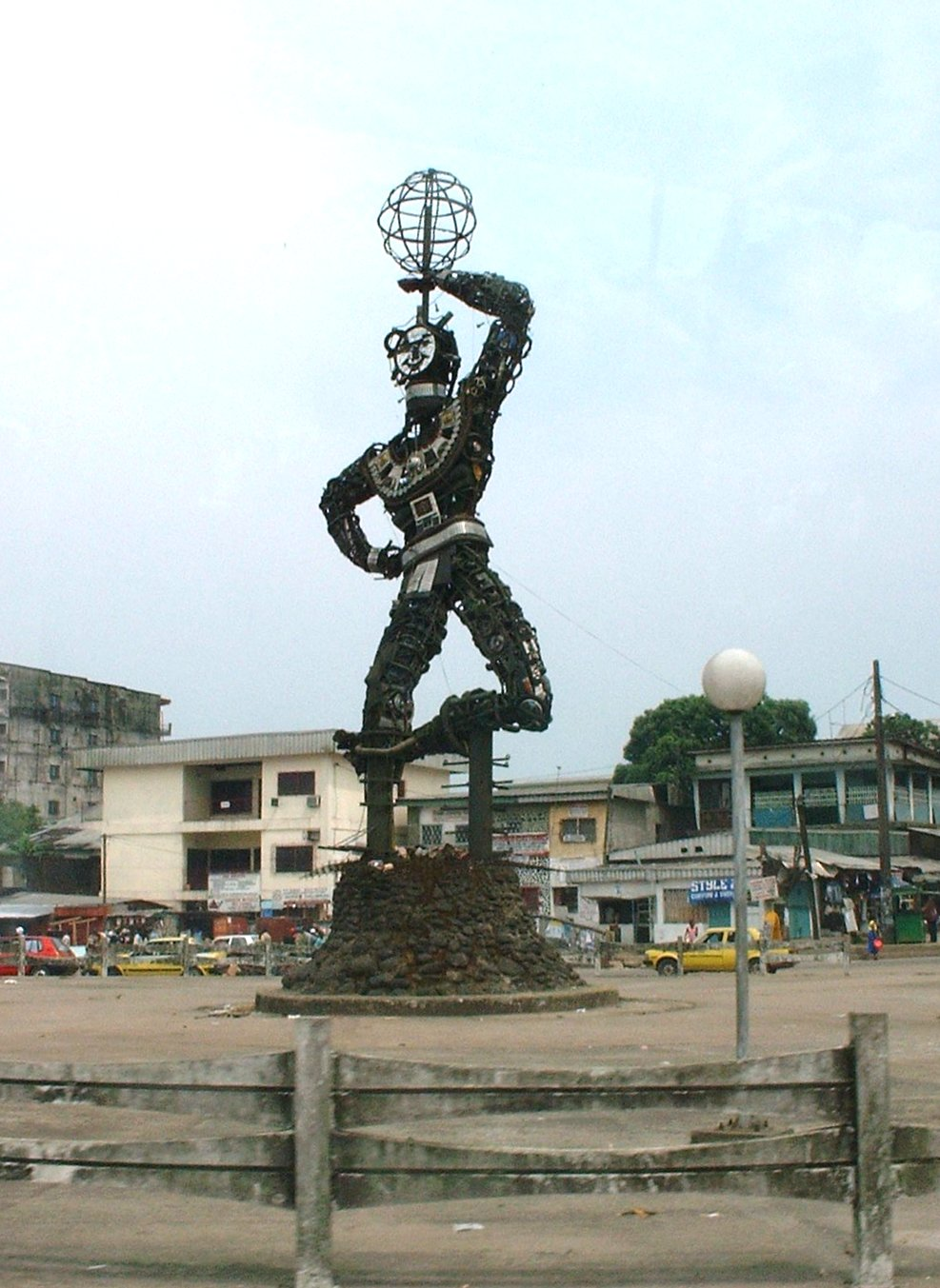
Joseph-Francis Sumégné, La Nouvelle Liberté, 1996

»La Nouvelle Liberté« (Die neue Freiheit), platziert in einem der größten Kreisverkehre von Douala, ist  eine monumentale Skulptur von Joseph-Francis Sumégné. Sie ist 12 Meter hoch, was der Dimension eines dreistöckigen Gebäudes entspricht. Das Kunstwerk besteht aus recycelten Materialien, wurde unter lokaler Beteiligung entworfen und von vierzig Partnern finanziert, darunter die »coopération française« sowie die Verantwortlichen von Doual'art. Seit ihrer Einweihung löste die Skulptur lebhafte Debatten aus, die ein Schlüsselelement des Projektes sind: Sie belebten die ganze Stadt, zwangen die örtlichen Behörden, Maßnahmen zur Reinigung des Kreisverkehrs zu ergreifen, regten die Menschen zum Nachdenken über die Bedeutung der Stadtentwicklung an, ihre Methoden und Prioritäten.

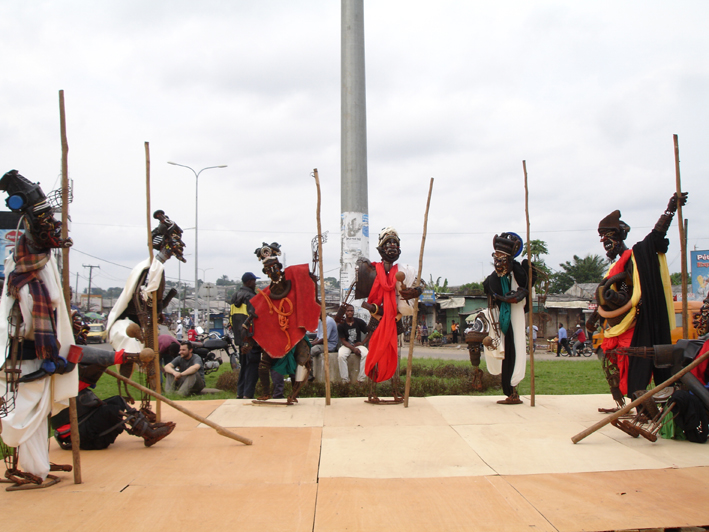
Installation »Die neun Notabeln« von Joseph-Francis Sumégné

## Ausstellungen

### Persönliche Ausstellungen
- 2018
  - L'expressionnisme chez Sumégné (Der Expressionismus bei Sumégné) im  Espace doual'art, Douala
- 2011
  - Battements de cœur (Herzschläge) im Espace doual'art, Douala
- 2008
  - Mouvements de poussière (Bewegungen des Staubs) im Espace doual'art, Douala
- 2005
  - Die neun Notabeln im Espace doual'art, Douala
- 2003
  - Ausstellung ohne Titel von Joseph-Francis Sumégné im Espace doual'art, Douala
- 2002
  - Skulpturenausstellung von Joseph-Francis Sumégné im Espace doual'art, Douala

### Gruppenausstellungen
- 2020
  - Prête-moi ton Rêve (Leih mir deinen Traum) im Musée des Cultures Contemporaines Adama-Toungara, Abidjan, Elfenbeinküste
- 2015
  - Art 2015 im Espace doual'art, Douala
- 2013
  - Totem, in der Fondation Jean Paul Blachère, Apt, Frankreich
- 2010
  - Cameroonian Touch.2, im Espace doual'art, Douala
- 2008
  - Sonsbeek 2008: Grandeur (Pracht), Internationale Skulpturenausstellung Sonsbeek, Arnhem,
- 2007
  - Africa Remix – Zeitgenössische Kunst eines Kontinents, Johannesburg Art Gallery (JAG), Johannesburg
- 2006
  - Africa Remix – Zeitgenössische Kunst eines Kontinents, Mori Art Museum, Tokio
  - Guerre contre la Pauvreté (Krieg gegen Armut), Espace doual'art, Douala
- 2005
  - Africa Remix – zeitgenössische Kunst von einem Kontinent, Centre Pompidou – Nationalmuseum für moderne Kunst, Paris
  - Africa Remix – Zeitgenössische Kunst eines Kontinents, Hayward Gallery, London
- 2004
  - Africa Remix -Zeitgenössische Kunst eines Kontinents, Museum Kunstpalast, Düsseldorf
  - 6. Biennale für zeitgenössische afrikanische Kunst, Dak'Art Biennale, Dakar,
- 1998
  - Dak'Art 1998, Biennale für zeitgenössische afrikanische Kunst, Dak'Art Biennale, Dakar

## Bibliografie
- Marie-Laure Bernadac et Simon Njami (dir.), Africa Remix : l'art contemporain d'un continent (exposition présentée au Centre Pompidou, Galerie 1, du 25 mai au 8 août 2005), Éditions du Centre Pompidou, Paris, 2005, S. 158–159 und S. 326, ISBN 2-84426-280-5
- Dominique Malaquais, Une nouvelle liberté ? Art et politique urbaine à Douala (Cameroun) in Afrique & histoire, Dossier : Villes d'Afrique : circulations et expressions culturelles, 2006/1 (vol. 5), S. 111–134.
- Joseph Francis Sumégné in Africultures.
- Dominique Malaquais, Quelle Liberté : Art, Beauty and the Grammars of Resistance in Douala in Beautiful/Ugly : African and diaspora aesthetics, (dir.) Sarah Nuttall, Duke University Press Library & Prince Claus Fund, Durham & The Hague, 2006, S. 122–163. ISBN 0-7957-0186-1, 9780795701863
- Christian Hanussek, La Nouvelle Liberté-Le Nju-Nju du Rond-Point in Douala in Translation, (dir.) Marilyn Douala Bell, Episode Publishers, Rotterdam, 2007, S. 209–223.
- Batchou, W. F. (2014): Cameroun: Art plastiques: L’escale sculpturale de Joseph Francis Sumegne. Cemerpost.
- Christel, A. (2015). Impressionnisme et expressionnisme sculptural dans l'œuvre de Joseph Francis Sumegne. Artkmermouth.
- Hanussek, C. (2001), Cameroon: An Emerging Art Scene. Nka Journal of Contemporary African Art, 2001(13–14), S. 100–105.
- Lequeux, E. (2012). À Douala, la princesse qui veut éveiller les consciences. Culture.
- Linge, I. (2010). Joseph Francis Sumegne ou l’art de la nouvelle liberté. Journal du Cameron
- N'Goné, F., Loup, P. J. (2001). Anthologie de l’art africain du XX.siècle. Paris: Revue Noire Éditions, Paris, S. 268
- Nehdi, D. (2012): Sumegne Joseph Francis : c’est la quête du chef-d’œuvre qui détermine un artiste. Culturebene.
- Noubissi, V. (20016): La Nouvelle liberté séduit Douala. Agricdev.
- Osaka Triennale 1998. (1998). 1. Auflage Osaka: Osaka Prefectural Government: Osaka Foundation of Culture, S. 62.
- Raphael, D. Hommage à Joseph Francis Sumegne: Fils de Bamendjou et créateur de la statue de la nouvelle liberté à Douala-Cameroun.
- Pensa, Iolanda (Ed.) 2017. Public Art in Africa. Art et transformations urbaines à Douala /// Art and Urban Transformations in Douala. Genève: Metis Presses, ISBN 978-2-940563-16-6